# Rugorwe
Rugorwe är ett vattendrag i Burundi.   Det ligger i provinsen Kirundo, i den norra delen av landet, 120 kilometer nordost om huvudstaden Bujumbura.
Omgivningarna runt Rugorwe är en mosaik av jordbruksmark och naturlig växtlighet. Runt Rugorwe är det tätbefolkat, med 356 invånare per kvadratkilometer.